# Woodsia angolensis
Woodsia angolensis är en hällebräkenväxtart som beskrevs av Schelpe. Woodsia angolensis ingår i släktet Woodsia och familjen Woodsiaceae. Inga underarter finns listade.